# Edon (Ohio)
Edon es una villa ubicada en el condado de Williams en el estado estadounidense de Ohio. En el Censo de 2010 tenía una población de 834 habitantes y una densidad poblacional de 287 personas por km².

## Geografía
Edon se encuentra ubicada en las coordenadas 41°33′22″N 84°46′10″O / 41.55611, -84.76944. Según la Oficina del Censo de los Estados Unidos, Edon tiene una superficie total de 2.91 km², de la cual 2.91 km² corresponden a tierra firme y (0%) 0 km² es agua.

## Demografía
Según el censo de 2010, había 834 personas residiendo en Edon. La densidad de población era de 287 hab./km². De los 834 habitantes, Edon estaba compuesto por el 97.96% blancos, el 0.12% eran afroamericanos, el 0.24% eran amerindios, el 0.24% eran asiáticos, el 0% eran isleños del Pacífico, el 0% eran de otras razas y el 1.44% pertenecían a dos o más razas. Del total de la población el 0.84% eran hispanos o latinos de cualquier raza.